# Andrea Di Giuseppe
Andrea Di Giuseppe (Roma, 20 maggio 1968) è un politico e imprenditore italiano deputato per Fratelli d'Italia nella XIX legislatura, eletto nella Ripartizione America settentrionale e centrale.
È presidente del Comitato Permanente sul Commercio Internazionale e membro della Commissione Esteri della Camera dei Deputati.

## Biografia
Nato e cresciuto a Roma, nel 2001 si è trasferito negli Stati Uniti, dove tuttora vive a Miami, in Florida, con la moglie Federica e i due figli, Riccardo e Francesco. Dal 2011 ha doppia cittadinanza, italiana e statunitense.

## Attività imprenditoriale
Dopo aver gestito l'impresa di famiglia, l'Italceramiche Todini, nel 1997 è entrato a capo di una delle aziende del Gruppo Bisazza. Nel 2000 ha fondato assieme a Pino Bisazza Trend Group - del quale attualmente è global CEO. Nel 2003 ha dato vita a Granite and Trend Transformations, una catena di franchising di cucine negli USA, nel Regno Unito e in Australia. Dirige anche E-Stone Corporation, società che si occupa dello sviluppo di superfici.
È anche co-proprietario della catena di ristoranti Spris a Miami e alcuni anni fa ha fondato a Dubai la ADG international, che si occupa di wealth management e commodities. A giugno 2022 è entrato a far parte del Board of Directors della Fordham Foundry, fondazione che si occupa di raccogliere fondi e donazioni per borse di studio.

### Riconoscimenti
- Best Italian Company 2021 in the UAE assegnato dalla Camera di Commercio Italiana negli Emirati Arabi Uniti (IICUAE).[1]
- Premio per l'eccellenza italiana all'estero 2022 assegnato dall'Accademia Romana delle Arti.[2]

## Attività politica
Ha iniziato l’attività politica nell’organizzazione giovanile del Movimento Sociale Italiano, proseguendo in Alleanza Nazionale.

### Com.It.Es.
Trasferitosi negli Stati Uniti, si è dedicato ad attività sociali, vicine agli italiani all’estero in difficoltà. Ad agosto del 2021, ha deciso di tornare alla politica attiva, candidandosi al Com.It.Es. Southeast degli Stati Uniti, organo che cura i rapporti fra sistema consolare e comunità italiana. In fase di campagna elettorale, ha denunciato problemi nel sistema di voto e nelle piattaforme online utilizzate per l'iscrizione alle liste elettorali.
Alle elezioni del dicembre 2021, è risultato il più votato della circoscrizione Southeast, che rappresenta circa 50.000 italiani iscritti all'AIRE: eletto con la neonata Lista Civica Tricolore Miami, è stato scelto come presidente. A giugno 2022 è stato eletto Coordinatore Intercomites USA e, in occasione della votazione referendaria, ha evidenziato la mancata consegna dei plichi elettorali, denunciando pubblicamente questa situazione.

### Elezioni 2022
Candidato in quota Fratelli d’Italia alle elezioni politiche del 2022 nella lista Salvini - Berlusconi - Meloni, è risultato il più votato della sua circoscrizione, venendo eletto deputato della XIX Legislatura con 6820 preferenze.
Durante la campagna elettorale ha scoperto una serie di anomalie nelle liste elettorali della sua circoscrizione, presentando una denuncia-querela alla Procura della Repubblica di Roma. Nell'esposto è stata segnalata la presenza di persone decedute nelle liste elettorali, con la richiesta di verifica su eventuali terze persone intente ad esercitare il diritto di voto in loro nome o a ritirarne la pensione, con possibile truffa e danno economico all’INPS.

### Il tentativo di corruzione, il vaso di Pandora dei visti
Nel marzo del 2023 viene avvicinato da un imprenditore straniero durante una cena, ricevendo un’offerta in denaro (300.000 euro iniziali e pagamenti da 120.000 euro mensili) per favorire e coprire un traffico di visti irregolari rilasciati da alcune ambasciate italiane in Asia. Registra di nascosto il tentativo di corruzione per poi denunciarlo il giorno dopo alla Guardia di Finanza. Inizia a raccogliere informazioni col suo staff su questa situazione, venendo a conoscenza di una vendita di visti falsi che ogni anno porterebbe in Italia decine di migliaia di persone, un vero e proprio traffico di esseri umani. Costo dei visti: 7.000 euro per uno turistico, 15.000 per quello di lavoro. Inoltre, in alcuni casi gli immigrati dovrebbero anche versare una percentuale dei loro guadagni in Italia all’organizzazione che li ha aiutati. L’inchiesta, che inizialmente ha toccato Bangladesh, Pakistan e Sri Lanka, si è poi allargata a livello mondiale arrivando fino in Sud America. A conferma di questo quadro, tra i vari rilievi anche i dati sui visti d’ingresso – sospetti per i numeri – concessi da alcune nostre ambasciate durante il Covid-19, addirittura superiori rispetto agli anni prepandemia. Gli sbarchi nel Mediterraneo sarebbero una goccia nel mare rispetto a tutti gli ingressi irregolari che avvengono ogni giorno nei nostri aeroporti o ferrovie. A seguito di queste denunce, il Ministro Tajani ha mandato ispezioni in diverse ambasciate italiane, che hanno rilevato una situazione caotica. A luglio, il quotidiano Libero denuncia pubblicamente il racket e Di Giuseppe svela che il reddito di cittadinanza dato a cittadini stranieri arrivati con i visti irregolari in Italia verrebbe usato come leva per il ricongiungimento con i loro parenti all’estero.

### Il caso Attanasio
A settembre 2023, nell’articolo “Racket dei visti dietro la morte del diplomatico”, la giornalista de L’Espresso Antonella Napoli scrive che dietro la morte dell’ambasciatore in Congo Luca Attanasio, ufficialmente ucciso in un agguato a scopo di estorsione, ci sarebbe l’intenzione del funzionario di indagare su un presunto traffico di visti, lo stesso denunciato da Di Giuseppe.

### La sicurezza nazionale
Come confermato dal viceministro degli Esteri Edmondo Cirielli in una intervista rilasciata al Fatto Quotidiano, nei consolati ci sarebbe un’esternalizzazione dei servizi dei visti a società private, bandendo gare al massimo ribasso: una situazione, secondo Cirielli “da modificare per trasparenza e per una questione di sicurezza nazionale.” Di Giuseppe ha in più occasioni denunciato il rischio di accesso a informazioni sensibili in alcune nostre ambasciate da parte di personale locale assunto per mansioni di accoglienza al pubblico e poi messo a lavorare in uffici dove vengono custodite informazioni riservate. A sottolineare la fragilità del nostro sistema consolare, durante le indagini sui visti, è emerso che in alcuni Paesi gruppi di hacker si sarebbero inseriti nelle reti delle ambasciate dando, dietro pagamento, appuntamenti agli italiani all’estero per sbrigare le loro pratiche. Questo tipo di appuntamento è invece gratuito.

### Le minacce di morte e la scorta
In seguito alle sue indagini, Di Giuseppe è stato minacciato più volte di morte e vive sotto scorta. 

### L'attività a favore dei carcerati e il caso Chico Forti
Ad agosto 2023, in Venezuela vengono liberati, dopo due anni e quattro mesi di carcere preventivo, Antonio Calvino e Giovanni Mattia, arrestati per un presunto assalto all’ambasciata italiana di Caracas. La scarcerazione avviene grazie a Di Giuseppe che scopre l’assenza di prove contro i due connazionali facendoli liberare. Annuncia quindi che nel mondo ci sono oltre duemila italiani in prigione in Paesi stranieri, la metà dei quali in regime di carcere preventivo e spesso privati dei diritti umani fondamentali. A settembre 2023, emerge la storia di Stefano Conti, 38enne italiano in carcere a Panama da oltre un anno in attesa di processo. In quella occasione, Di Giuseppe dichiara “Stefano vado a prenderlo io” e lancia la sua frase sui detenuti italiani: “giusto processo per chi non lo ha avuto, libertà immediata per gli innocenti, e trasferimento per scontare la pena in Italia, quando possibile secondo le leggi internazionali.”  Poco dopo a Stefano Conti vengono concessi i domiciliari e si inizia a parlare della sua innocenza. A ottobre, in una lettera a Libero, Chico Forti, detenuto da oltre 25 anni negli Stati Uniti, condannato all'ergastolo per l'omicidio di Dale Pike, parla della visita del nuovo console generale a Miami, Michele Mistò, accompagnato da Di Giuseppe che vive e risiede nella città americana. La sera del primo marzo, dopo l’annuncio della premier Giorgia Meloni che gli Stati Uniti hanno concesso l’estradizione a Chico Forti, si scopre che l’operazione è stata favorita dall'onorevole che aveva avuto colloqui per oltre un anno con il Governatore della Florida Ron DeSantis e altri politici statunitensi, lavorando al tempo stesso con l’avvocato Joe Tacopina e la famiglia Bocelli.